# Wanderer Bay
Wanderer Bay ist ein Ort und eine administrative Einheit (Distrikt) des unabhängigen Inselstaates der Salomonen im südwestlichen Pazifischen Ozean.

## Geographie
Wanderer Bay bildet zusammen mit Tangarare und Savulei den Verwaltungsbezirk West Guadalcanal im äußersten Westen der Insel Guadalcanal. Der Distrikt liegt an der Südküste und grenzt im Norden an den Distrikt Malango sowie an Duidui im Westen im Bezirk South Guadalcanal.
Der Distrikt ist spärlich besiedelt. Die Orte konzentrieren sich auf die Küste und liegen meist in den Buchten der Insel. Bei Mbambanakira im Süden liegt das Mbambanakira Airfield (AGGD, MBU).

## Klima
Das Klima ist tropisch, die durchschnittliche Tagestemperatur liegt bei gleichbleibend 28 Grad Celsius, die Wassertemperaturen bei 26 bis 29 Grad. Feuchtere Perioden sind vorwiegend zwischen November und April, diese sind aber nicht sehr ausgeprägt. Die durchschnittliche Niederschlagsmenge pro Jahr liegt bei 3000 mm.